# Félix Marie Louis Jean Robiou
Félix Marie Louis Jean Robiou  de la Tréhonnais, född den 10 oktober 1818 i Rennes, död den 30 januari 1894 i Paris, var en fransk orientalist och historiker.
Robiou var till 1864 lärare i historia vid flera provinslyceer, blev 1870 docent vid universitetet i Strassburg, miste 1871 denna plats vid Elsass avträdande till Tyskland, blev 1874 docent i Nancy och 1875 professor i historia i Rennes, från vilken befattning han 1888 tog avsked. Robiou ägnade sig tidigt åt studier i österländsk forntidshistoria, var grundlig kännare av egyptiska hieroglyfer och assyrisk kilskrift samt erhöll flera gånger akademiska 
pris för sina orientalistiska arbeten. För sin tid banbrytande var Robious Histoire ancienne des peuples d'Orient jusqu'aux guerres médiques (1862).